# Pascal Perri
Pour les articles homonymes, voir Perri.
Pascal Perri, né le 29 mars 1959, est un journaliste et chef d'entreprise français.
Il a publié divers ouvrages sur les questions du transport, de l'énergie et de l'aménagement du territoire. Il est interrogé dans les médias comme économiste et géographe,,.

## Biographie

### Activités professionnelles
Pascal Perri conseille des groupes industriels, des entreprises de la distribution et des fédérations professionnelles. 
En 2007 il est cité comme interlocuteur du rapport « Le low-cost ; un levier pour le pouvoir d’achat » de Charles Beigbeder, remis à Luc Chatel, secrétaire d’État chargé de la Consommation et du Tourisme sous le gouvernement de Nicolas Sarkozy. 
En 2009, il est nommé rapporteur de la commission « vie chère » des États Généraux de l’Outre-mer sous la responsabilité du Premier ministre, François Fillon.
Il est un des auteurs du think-tank libéral Fondation pour l'innovation politique, proche de la droite. Il dirige également le cabinet de conseil en stratégie low-cost PNC.
Le journal Les Échos, auquel il collabore régulièrement, indique qu'il « a lui-même dirigé des entreprises de l’agro-alimentaire et du transport aérien » et « conseille également des collectivités pour leur politique touristique, des entreprises sportives et de loisir pour leur développement commercial. »

### Les médias
De 2006 à 2018, il est membre du talk Les Grandes Gueules de RMC et également consultant économique de l'agence RMC Sport. Il remplace Éric Brunet dans ses émissions (Carrément Brunet, puis Radio Brunet) sur RMC.
En 2018, il quitte le groupe NextRadioTV pour animer une émission quotidienne de débat (Perri Scope) sur un thème de l'actualité économique diffusée de 16 h à 17 h sur la chaîne LCI.
En 2018, lors du projet de réforme de libéralisation du rail, il est l’une des personnalités les plus en vue pour commenter la réforme, qu'il soutient. L'association d'analyse des médias Acrimed estime qu'il fait partie de « cette catégorie d’éditorialistes qui, sous couvert d’« expertise », sont en réalité juge et partie : nombreux sont ceux qui, comme Pascal Perri, surfent sur leur exposition médiatique, défendent leurs intérêts personnels ainsi que ceux des dominants, en faisant la promotion des réformes qui leur profitent, directement ou indirectement. »

### Travaux
Pascal Perri est titulaire d’une thèse de doctorat en géographie-aménagement sur les enjeux économiques d'aménagement de l'espace  Du monopole pur et dur aux compagnies low cost : quand le ciel s'est ouvert, soutenue en 2006 à l'université de Perpignan. Il est également docteur en sciences de gestion (université de Bordeaux, 2013-2016) pour une thèse intitulée Les nouvelles stratégies de billetterie pour augmenter les revenus des clubs professionnels de  football en France.  Il a publié plusieurs livres sur les modèles économiques low cost et hard discount et des essais d'économie politique, dont Toujours moins cher : low cost, discount et cie (février 2006), La bataille du pouvoir d'achat : comment la gagner (octobre 2008). Il est l'auteur de l'étude Les Echos (collection management stratégique) « Réussir sa stratégie low cost ». 
Ses livres sur les monopoles comme SNCF, un scandale français (2009), et EDF, les dessous du scandale, plaident en faveur de marchés plus concurrentiels et plus transparents.
En août 2009, Pascal Perri et Georges Lewy, spécialiste des marques, publient Les défis du capitalisme coopératif. L'ouvrage est consacré aux conséquences de la mondialisation agricole et au modèle coopératif qui représente 45 % de l'agroalimentaire en France.
En novembre 2011, il publie Ne tirez pas sur le foot chez Jean Claude Lattès, un essai qui lutte contre les idées reçues sur l'argent dans le football. Son étude sur les nouveaux outils commerciaux et marketing dans les activités de spectacle sportif aux Echos a été publiée à l'été 2012. Elle présente les stratégies mises en œuvre dans les meilleurs championnats sportifs du monde pour augmenter les revenus commerciaux des clubs hors droits TV.

## Ouvrages
- Du monopole pur et dur aux compagnies low cost : quand le ciel s'est ouvert. Thèse de doctorat sous la direction de Jean-Michel Hoerner soutenue à l'université de Perpignan, 2006 [15], reproduite sous forme de microfiches par ANRT, Lille, 2009 [16] ;
- Sauver Air France, L'Harmattan, Paris, 1994.  (ISBN 2-7384-2491-0) ;
- Comores : les nouveaux mercenaires, L'Harmattan, Paris, 1994  (ISBN 2-7384-2862-2) ;
- Liban : le complot, L'Harmattan, Paris, 1998. En collaboration avec Abdel Rahim Hijazi  (ISBN 2-7384-0225-9) ;
- Toujours moins cher: low cost, discount et cie, Éditions de l'Atelier/Karthala, 2006 ;
- La Bataille du pouvoir d'achat : comment la gagner, Eyrolles, 2008 ;
- SNCF: un scandale français, Eyrolles, 2009 ;
- Les Défis du capitalisme coopératif : ce que les paysans nous apprennent de l'économie, Pearson, Paris, 2009. En collaboration avec George Lewi. Préface de Philippe Mangin ;
- EDF, les dessous du scandale, Jean-Claude Lattès, 2010 :
- Quatre idées pour renforcer le pouvoir d'achat, FONDAPOL, Paris, 2010 ;
- Ne tirez pas sur le foot, Éditions Jean-Claude Lattés, Paris, 2011  (ISBN 978-2-7096-3828-9) ;
- Google, un ami qui ne vous veut pas que du bien, Éditions Anne Carrière 2013[17] ;
- Rien que pour vos yeux, Éditions Anne Carrière 2013 ;
- Les impôts pour les nuls, FIRST Editions, 2014 ;
- L'écologie contre la démocratie, Éditions Plein Jour 2016 ;
- Le Péril vert, Éditions de l'Archipel, 2021  (ISBN 978-2-80984-263-0) ;
- Génération farniente : Pourquoi tant de Français ont perdu le goût du travail, L'Archipel, 2023.